# Prix Bogolioubov
Pour les articles homonymes, voir Prix Bogoliubov pour les jeunes scientifiques.
Le prix Bogoliubov est un prix international décerné par l'Institut unifié de recherches nucléaires (ОИЯИ) à des scientifiques pour leur contribution à la physique théorique et au mathématiques appliquées. Le prix est remis à la mémoire du physicien théoricien et mathématicien Nikolaï Bogolioubov.

## Lauréats
- 1996 : Anatoli Logounov (Russie) - contribution à la théorie quantique des champs.
- 1996 : Chen Ning Yang (États-Unis) - contribution à la physique des particules élémentaires.
- 1999 : Viktor Bar'yahtar (Ukraine) et Ilya Prigogine (Belgique) - pour leurs réalisations importantes dans la physique théorique.
- 2001-2002 : Albert Tavchelidze (Géorgie et Russie) et Yoichiro Nambu (États-Unis) - contribution à la théorie de la charge de couleur des quarks.
- 2006 : Vladimir Kadyshevsky (en) (ОИЯИ et l'Université de Moscou, Russie).
- 2006–2008 : Borys Paton et Dmitry Shirkov (en) (Institut unifié de recherches nucléaires, Russie)
- 2014 : Valery Rubakov (en) (Russie) et Marc Henneaux (Belgique)
- 2019 : Dmitry Kazakov (ru) et Đàm Thanh Sơn (en)